# Ólafur Jóhann Ólafsson
Ólafur Jóhann Ólafsson (Reikiavik, 26 de septiembre de 1962) escritor islandés. En 2006 recibió el Premio de Literatura de Islandia.

## Biografía
Hijo de Anna Jónsdóttir y Ólafur Jóhann Sigurðsson, se licenció en físicas en la Brandeis University. Es el vicepresidente de Time Warner y ha trabajado para Sony durante muchos años. Está casado con Anna Ólafsdóttir, viven en EE. UU. y tienen dos hijos varones. Su obra se ha traducido a varias lenguas y llevada al teatro en varias ocasiones.
- Camino a casa, trad. José Antonio Fernández, RBA, Barcelona, 2001; (Slóð fiðrildanna, 2000)
- (en islandés) Níu lyklar, 1986
- (en islandés) Markaðstorg guðanna, 1988
- (en islandés) Fyrirgefning syndanna, 1991 ((en inglés) Absolution, Pantheon Books, New York, 1994; (en francés) Absolution, éditions du Seuil, Paris, 1996 y 1998)
- (en inglés) Valentines, Random House, 2007
- (en inglés) Restoration, Ecco Press, 2012
- (en islandés) Höll minninganna, 2001 ((en inglés) Walking Into The Night, Pantheon, 2003; (en italiano) Una passeggiata nella notte,  Corbaccio, 2003)